# Командный чемпионат мира по спортивной ходьбе 2022
Командный чемпионат мира по спортивной ходьбе 2022 года прошёл 4—5 марта в Маскате, столице Омана. Сильнейших выявляли взрослые спортсмены и юниоры до 20 лет (2003 года рождения и моложе). Были разыграны 12 комплектов медалей (по 6 в личном и командном зачёте).

## Выбор места проведения
Изначально очередной турнир должен был пройти в 2020 году в Минске. Столица Белоруссии получила право проведения командного чемпионата мира 26 ноября 2017 года на Совете ИААФ в Монако. За несколько дней до старта World Athletics перенесла его из-за начавшейся пандемии COVID-19 и введённых коронавирусных ограничений. Сроки проведения были сдвинуты на 2 года вперёд, на 23—24 апреля 2022 года. Однако Минск так и не смог принять у себя соревнования. В 2021 году международная федерация отказалась от проведения чемпионата в Белоруссии из-за «неопределённостей в дипломатических отношениях и ограничений на международные поездки в страну». Указанные проблемы возникли после ареста белорусскими властями оппозиционного журналиста Романа Протасевича и последовавшей реакцией международного сообщества. 23 мая 2021 года самолёт, выполнявший рейс по маршруту Афины—Вильнюс, был принуждён к посадке в аэропорту Минска под предлогом сообщения о минировании лайнера. После посадки Протасевич, находившийся на борту, был арестован. Инцидент привёл к тому, что большинство европейских стран запретило полёты на свою территорию для белорусских авиакомпаний, а также рекомендовало собственным перевозчикам избегать воздушное пространство Белоруссии.
Новый хозяин командного чемпионата был определён 28 июля 2021 года на Совете World Athletics — им стал Маскат.

## Запрет на участие российских и белорусских легкоатлетов
В третий раз подряд в чемпионате не принимала участие сборная России. Отстранение российских легкоатлетов от международных стартов, инициированное в ноябре 2015 года из-за допингового скандала, в 2021 году было вновь оставлено в силе. Более того, на фоне вторжения российских войск на Украину, начавшегося 24 февраля 2022 года, World Athletics закрыла допуск на главные международные соревнования даже для легкоатлетов, получивших нейтральный статус, а также для спортсменов из Белоруссии.

## Изменения в программе соревнований
Начиная с 2022 года, World Athletics заменила на всех основных международных соревнованиях дистанцию 50 км на более короткую, 35 км. Командный чемпионат мира в Маскате стал дебютным стартом для новой дисциплины. Таким образом, история ходьбы на 50 км на командных чемпионатах (Кубках) мира подошла к концу. У мужчин она проводилась на всех предыдущих турнирах с 1961 по 2018 годы (всего 28 раз), а женщины успели разыграть медали лишь однажды, в 2018 году.

## Расписание
| Дата         | Время | Заход                       |
| ------------ | ----- | --------------------------- |
| 4 марта 2022 | 08:00 | 10 км юниорки               |
| 4 марта 2022 | 09:10 | 10 км юниоры                |
| 4 марта 2022 | 16:00 | 20 км женщины               |
| 5 марта 2022 | 07:00 | 35 км мужчины 35 км женщины |
| 5 марта 2022 | 16:00 | 20 км мужчины               |

Время местное (UTC+4:00)

## Итоги соревнований
Двухкилометровая трасса была проложена по территории Оманского выставочного центра и имела нетипично большой для спортивной ходьбы перепад высот — 27 метров между самой высокой и низкой точкой круга. Соревнования прошли в тёплую и солнечную погоду (до +27 градусов). Вместе эти факторы стали причиной невысоких результатов на всех дистанциях.
Каждая команда могла выставить до пяти спортсменов в каждый из взрослых заходов и до трёх в юниорских соревнованиях. Лучшие в командном зачёте определялись по сумме мест трёх лучших спортсменов среди взрослых и двух лучших — среди юниоров.
На старт вышли 284 ходока из 41 страны мира (130 мужчин, 83 женщины, 35 юниоров и 36 юниорок).
Первый день чемпионата стал максимально успешным для сборной Китая. Спортсмены из этой страны выиграли все три захода (два юниорских и женский на 20 км), а также завоевали в каждом по ещё одной медали (две серебряные и одну бронзовую). Такое выступление позволило им уверенно выиграть все три командных первенства. Наибольшие шансы нарушить китайскую гегемонию были у Амита Хатри из Индии в соревнованиях юниоров. Он комфортно лидировал за 100 метров до финиша, но в этот момент судьи дисквалифицировали его за нарушение техники ходьбы. Неожиданным чемпионом стал Ван Хунжэнь, который боролся за третье место, но после снятия Амита успел опередить соотечественника Цзэн Юя в споре за победу.
На дистанции 20 км у женщин вероятные призёры определились уже на середине дистанции. Лидирующее трио Ма Чжэнься, Ян Цзяюй и Кимберли Гарсия оторвалось от преследователей более чем на минуту. Первой из борьбы за чемпионство выбыла Гарсия. Тем не менее, её бронза стала первой индивидуальной медалью для Перу в истории командных чемпионатов (Кубков) мира по спортивной ходьбе. Лучшей из китаянок оказалась Ма Чжэнься, оторвавшаяся от рекордсменки мира Ян Цзяюй на 17-м км.
Женский заход на 35 км выиграла Гленда Морехон, никогда ранее не выступавшая на дистанциях длиннее 20 км. Легкоатлетка из Эквадора впервые возглавила гонку лишь на 25-м километре, после чего только увеличивала свой отрыв от преследователей. Единоличный лидер первой половины дистанции, Приянка Госвами из Индии, не справилась с темпом, растеряла преимущество в 2 с половиной минуты и финишировала на 20-м месте с отставанием в 25 минут. Золотая медаль Морехон стала первой для женщин Эквадора в истории турнира (следом за ней была завоёвана и вторая — в командном первенстве). Прежде на Кубках мира по ходьбе побеждал лишь эквадорец Джефферсон Перес.
Персеус Карлстрём стал сильнейшим на 35 км у мужчин, совершив решающее ускорение за 3 км до финиша. Его медаль стала первой для Швеции на командных чемпионатах (Кубках) мира за 41 год. Предыдущий успех этой страны случился в 1981 году, когда 5 км у женщин выиграла Сив Густафссон — мама Карлстрёма.
Дистанция 20 км у мужчин осталась за японцами: действующий победитель Коки Икэда финишировал вторым, а чемпион мира 2019 года Тосикадзу Яманиси стал чемпионом. Самуэль Гатимба завоевал первую медаль для Кении (бронзовую) в истории чемпионата.

## Призёры
Сокращения: WR — мировой рекорд | AR — рекорд континента | NR — национальный рекорд | WU20R — мировой рекорд среди юниоров | AU20R — континентальный рекорд среди юниоров | NU20R — национальный рекорд среди юниоров | CR — рекорд соревнований
Курсивом выделены участники, чей результат не пошёл в зачёт команды

### Мужчины и юниоры
| Дисциплина             | Золото                                                                                       | Золото     | Серебро                                                             | Серебро  | Бронза                                                                                         | Бронза   |
| ---------------------- | -------------------------------------------------------------------------------------------- | ---------- | ------------------------------------------------------------------- | -------- | ---------------------------------------------------------------------------------------------- | -------- |
| 20 км                  | Тосикадзу Яманиси Япония                                                                     | 1:22.52    | Коки Икэда Япония                                                   | 1:23.29  | Самуэль Гатимба Кения                                                                          | 1:23.52  |
| 20 км (команды)        | Эквадор · Брайан Пинтадо · Хорди Хименес · Давид Уртадо                                      | 25 очков   | Япония · Тосикадзу Яманиси · Коки Икэда · Мотофуми Сува             | 26 очков | Китай · Ли Яньдун · Ню Вэньчао · Сюй Хао · Ван Чжаочжао · Цуй Лихун                            | 45 очков |
| 35 км                  | Персеус Карлстрём Швеция                                                                     | 2:36.14 CR | Альваро Мартин Испания                                              | 2:36.54  | Мигель Анхель Лопес Испания                                                                    | 2:37.27  |
| 35 км (команды)        | Испания · Альваро Мартин · Мигель Анхель Лопес · Марк Тур · Мануэль Бермудес · Альваро Лопес | 16 очков   | Китай · Лу Нин · Чжаси Янбэн · Чжэньхао Ван · Хэ Сянхун · Гао Инчао | 29 очков | Германия · Карл Юнгханнсс · Кристофер Линке · Натаниель Зайлер · Карл Доман · Йонатан Хильберт | 48 очков |
| Юниоры 10 км           | Ван Хунжэнь Китай                                                                            | 44.06      | Диего Джампаоло Италия                                              | 44.14    | Цзэн Юй Китай                                                                                  | 44.14    |
| Юниоры 10 км (команды) | Китай · Ван Хунжэнь · Цзэн Юй                                                                | 4 очка     | Италия · Диего Джампаоло · Никола Ломушио · Пьетро Нотаристефано    | 10 очков | Испания · Пабло Пастор · Оскар Мартинес · Пабло Родригес                                       | 13 очков |

### Женщины и юниорки
| Дисциплина              | Золото                                                                                     | Золото     | Серебро | Серебро    | Бронза                                                        | Бронза   |
| ----------------------- | ------------------------------------------------------------------------------------------ | ---------- | --- | ---------- | ------------------------------------------------------------- | -------- |
| 20 км                   | Ма Чжэнься Китай                                                                           | 1:30.22    | Ян Цзяюй Китай                                                                                             | 1:31.54    | Кимберли Гарсия Перу                                          | 1:32.27  |
| 20 км (команды)         | Китай · Ма Чжэнься · Ян Цзяюй · Ян Люцзин · Ма Ли                                          | 10 очков   | Греция · Андигони Дризмбиоти · Кириаки Филтисаку · Кристина Пападопулу · Ольга Фиаска · Ефстафия Куркуцаки | 30 очков   | Индия · Равина · Бхавна Джат · Мунита Праджапати              | 61 очко  |
| 35 км                   | Гленда Морехон Эквадор                                                                     | 2:48.33 CR | Ли Маоцо Китай                                                                                             | 2:50.26 NR | Катажина Здзебло Польша                                       | 2:51.48  |
| 35 км (команды)         | Эквадор · Гленда Морехон · Паола Перес · Магали Бонилья · Карла Харамильо · Хоана Ордоньес | 12 очков   | Испания · Лаура Гарсия-Каро · Ракель Гонсалес · Мар Хуарес · Кристина Монтесинос · Кармен Эскарис          | 28 очков   | Китай · Ли Маоцо · Ма Файин · Бай Сюэйин · У Цюаньмин · На Го | 29 очков |
| Юниорки 10 км           | Цзян Юньянь Китай                                                                          | 47.48      | Цзян Цзиньянь Китай                                                                                        | 48.03      | Хета Вейккола Финляндия                                       | 48.11    |
| Юниорки 10 км (команды) | Китай · Цзян Юньянь · Цзян Цзиньянь · Ганла Мэйдо                                          | 3 очка     | Австралия · Оливия Сандери · Аллана Питчер · Аланна Пирт                                                   | 12 очков   | Испания · Эва Рико · Люсия Редондо · Хрисельда Серрет         | 20 очков |